# Hectocotylus

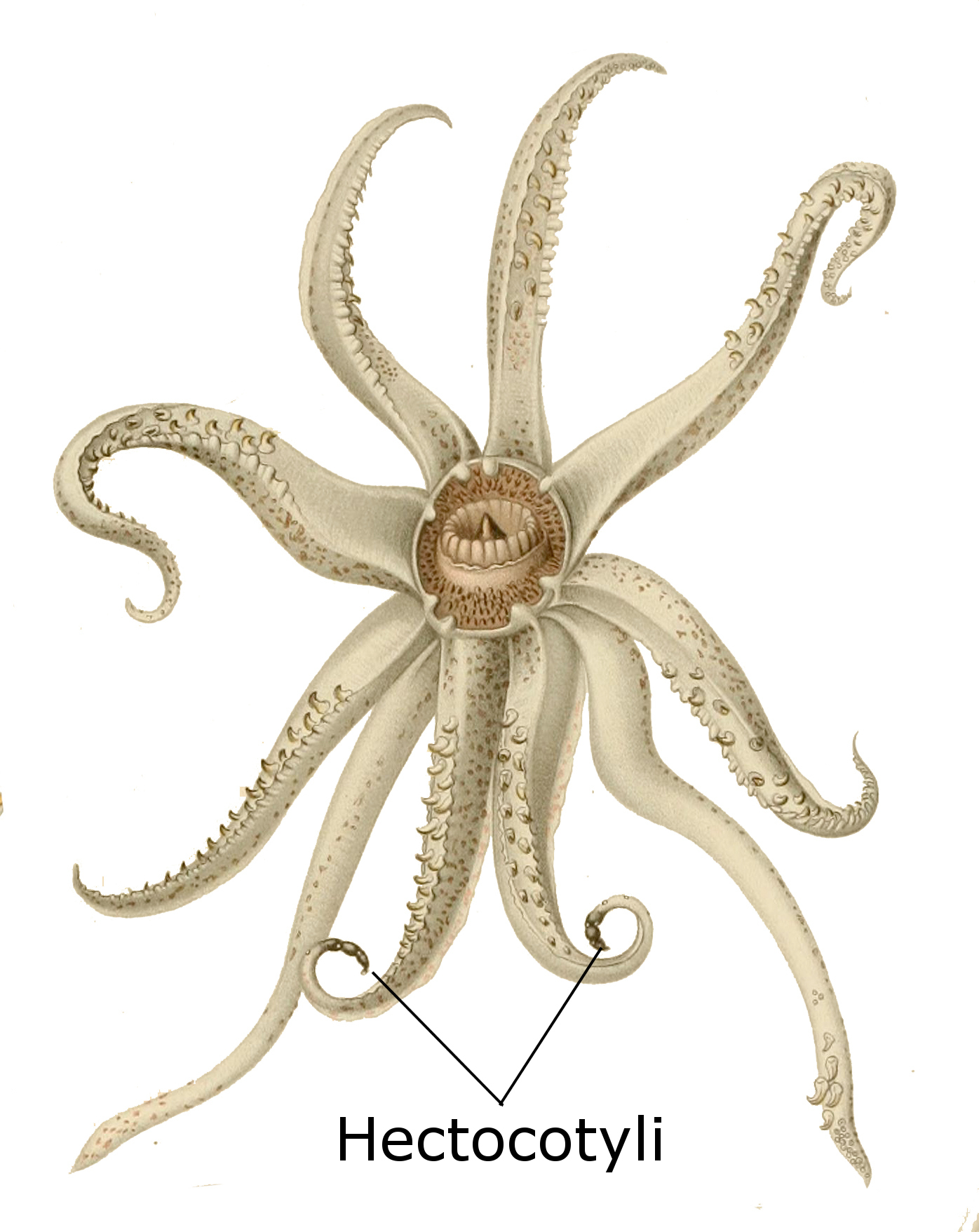
Hectocotilos de Abraliopsis morisii

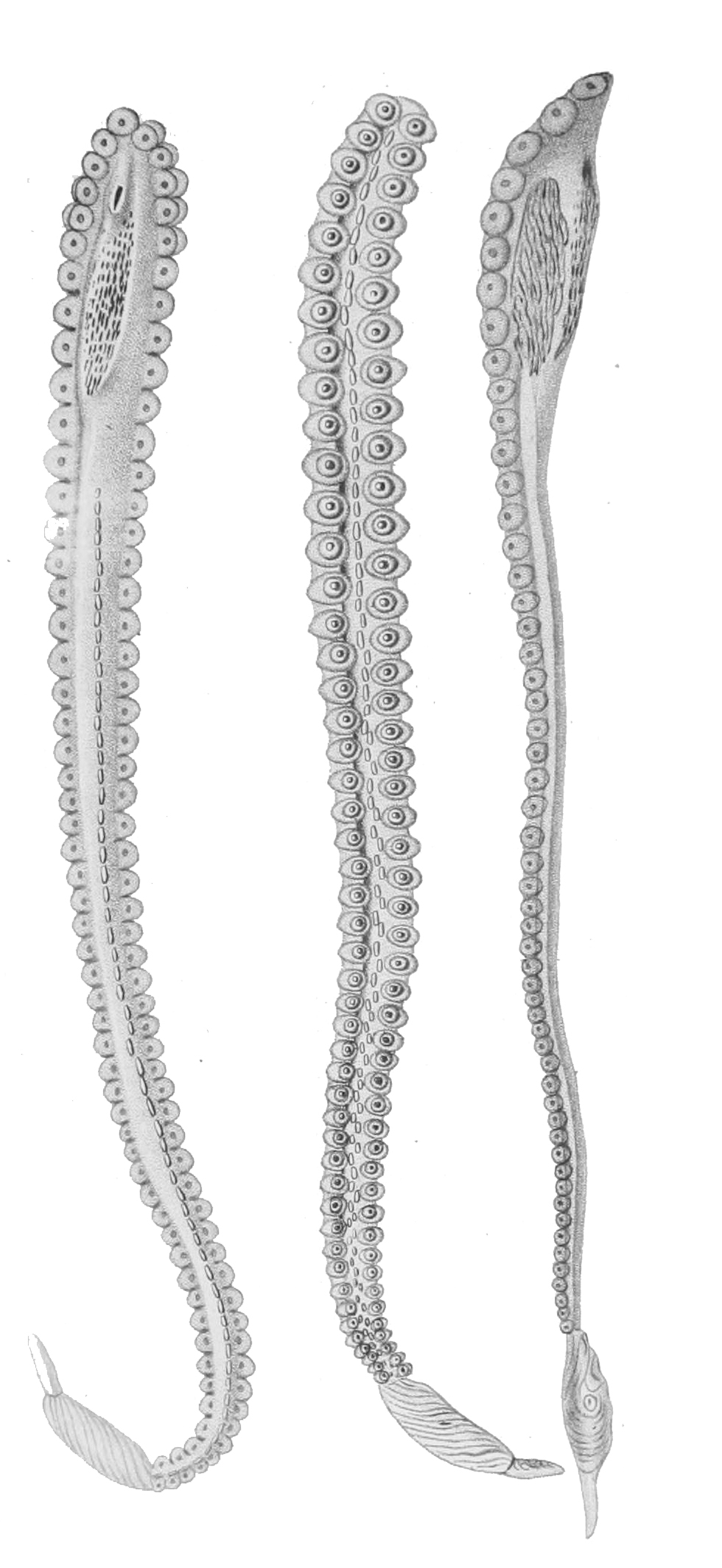
Ilustración original de Cuvier de uno de los hectocotilos de un pulpo, pero que se publicó confundiéndolo con una nueva especie de gusano parásito a la que denominó Hectocotile octopodis.

El hectocótilo o hectocotylus es uno de los brazos o tentáculo especializado de la mayoría de las subclases de cefalópodos que se modifica de varias maneras para llevar sus espermatóforos y el gameto masculino al manto de la cavidad de la hembra, lo que garantiza la fertilización de sus huevos. Los machos forman generalmente un hectocotylus nuevo en cada nueva estación.

## Etimología
El nombre hectocótilo deriva del griego ἕκατον hectós, 'cien', y κοτύλη kotýlē, 'cavidad', indicando 'que tiene cien ventosas'.

## Historia
El término hectocótilo fue acuñado por Georges Cuvier, quien fue el primer científico moderno en encontrarlo, bajo el manto de un argonauta hembra y creyendo que era un parásito le dio el nombre genérico de Hectocotylus, un nombre que se usó rápidamente para designar ese brazo especial para la reproducción de octópodos. Sin embargo, el brazo hectocótilo y su función ya habían sido descritos en los trabajos biológicos de Aristóteles, pero nadie creyó en él hasta su redescubrimiento en el siglo XIX.

Los moluscos, como pólipos, sepias y calamares, todos se acercan de la misma manera para el apareamiento. Se unen boca a boca, entrelazando regularmente tentáculos con tentáculos. Así, el pólipo presiona contra el suelo lo que se llama su cabeza, y extiende sus brazos; el otro pólipo se extiende simétricamente sobre la extensión de los brazos del primero; y hacen que las cavidades se correspondan entre sí.

A veces incluso se afirma que el macho tiene una especie de pene en uno de sus brazos, y que en este brazo están las dos cavidades más grandes; se dice que esta vara está bastante nerviosa; está unido a la mitad del brazo donde está; y el macho lo lleva completamente al tronco de la hembra.

La sepia y el calamar nadan así acoplados, colocando sus bocas y brazos opuestos entre sí, y nadando en direcciones opuestas. Disponen lo que se llama su tronco en el tronco del otro; y uno nada hacia atrás, mientras que el otro nada en dirección a su boca. Producen sus huevos por el órgano que se llama su ventilación, y que, según algunas personas, también es fertilizado por el macho.
(1) Τὰ δὲ μαλάκια, οἷον πολύποδες καὶ σηπίαι καὶ τευθίδες, τὸν αὐτὸν τρόπον πάντα πλησιάζουσιν ἀλλήλοις· κατὰ τὸ στόμα γὰρ συμπλέκονται, τὰς πλεκτάνας πρὸς τὰς πλεκτάνας συναρμόττοντες. Ὁ μὲν οὖν πολύπους ὅταν τὴν λεγομένην κεφαλὴν ἐρείσῃ πρὸς τὴν γῆν καὶ διαπετάσῃ τὰς πλεκτάνας, ἅτερος ἐφαρμόττει ἐπὶ τὸ πέτασμα τῶν πλεκτανῶν, καὶ συνεχεῖς ποιοῦνται τὰς κοτυληδόνας πρὸς ἀλλήλας.

(2) Φασὶ δέ τινες καὶ τὸν ἄρρενα ἔχειν αἰδοιῶδές τι ἐν μιᾷ τῶν πλεκτανῶν, ἐν ᾗ δύο αἱ μέγισται κοτυληδόνες εἰσίν· εἶναι δὲ τὸ τοιοῦτον ὥσπερ νευρῶδες, μέχρι εἰς μέσην τὴν πλεκτάνην προσπεφυκὸς ἅπαν, ᾗ ἐσπιφράναι εἰς τὸν μυκτῆρα τῆς θηλείας.

(3) Αἱ δὲ σηπίαι καὶ αἱ τευθίδες νέουσιν ἅμα συμπεπλεγμέναι, τὰ στόματα καὶ τὰς πλεκτάνας ἐφαρμόττουσαι καταντικρὺ ἀλλήλαις, νέουσαι ἐναντίως· ἐναρμόττουσι δὲ καὶ τὸν καλούμενον μυκτῆρα εἰς τὸν μυκτῆρα. Τὴν δὲ νεῦσιν ἡ μὲν ἐπὶ τὸ ὄπισθεν, ἡ δ´ ἐπὶ τὸ στόμα ποιεῖται. Ἐκτίκτει δὲ κατὰ τὸν φυσητῆρα καλούμενον, καθ´ ὃν ἔνιοι καὶ ὀχεύεσθαί φασιν αὐτάς.
Historia de los animales, Libro V, Capítulo V, 541b

## Variabilidad
La forma acabada la hectocótilo punta fue muy utilizada para la sistemática del pulpo. En muchas especies puede ser muy complejo. El llamado 'pulpo de siete brazos' (Haliphron atlanticus) lleva su nombre porque en el macho de esta especie el hectocotilo se desarrolla en una bolsa semioculta debajo del ojo derecho, dando la apariencia de tener más de siete brazos.  En algunos cefalópodos, como el Nautilus, el órgano reproductor masculino es el espádice, compuesto por cuatro tentáculos fusionados.

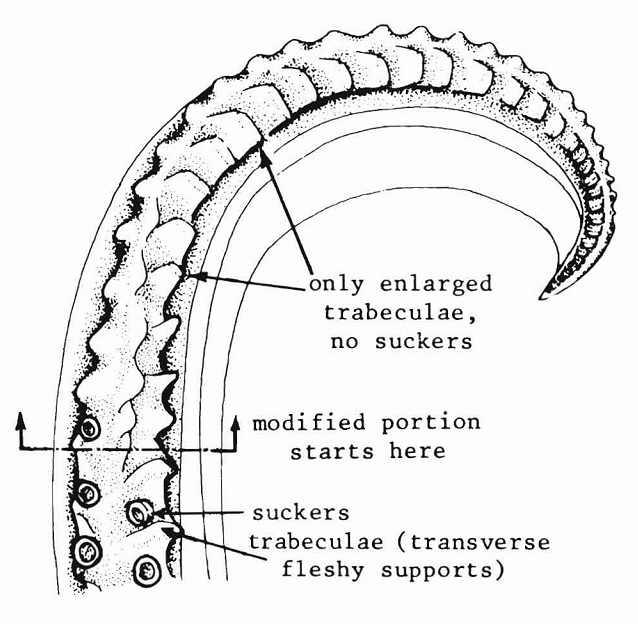
Hectocotilo de un calamar.
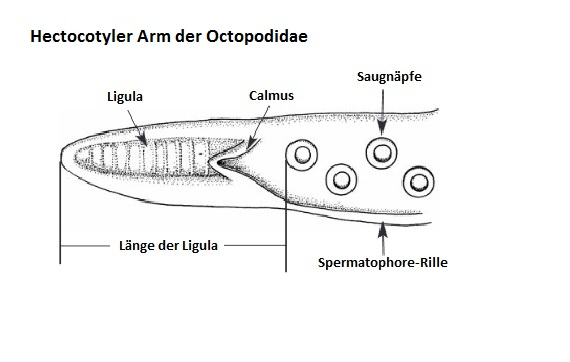
Hectocotilo de un pulpo.
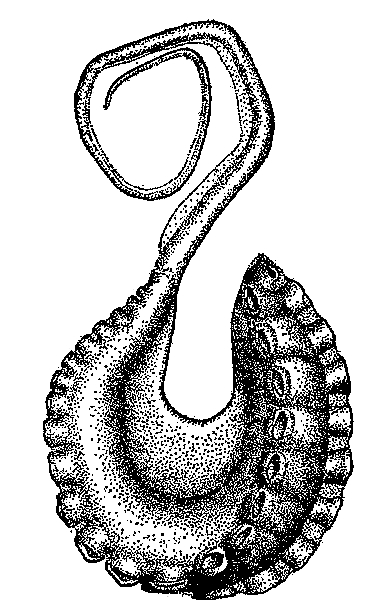
Hectocotilo de un Argonauta bottgeri.
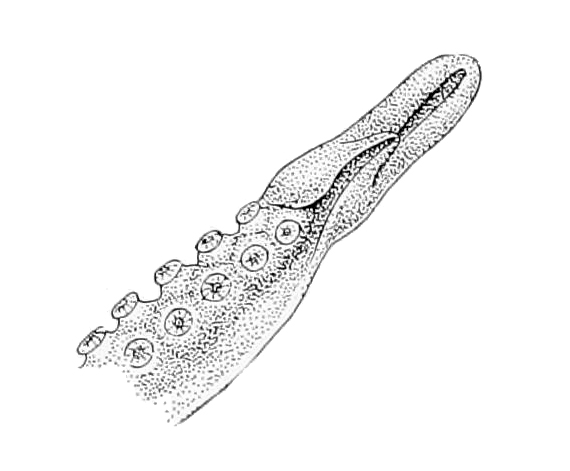
Hectocotilo de un Scaeurgus patagiatus.
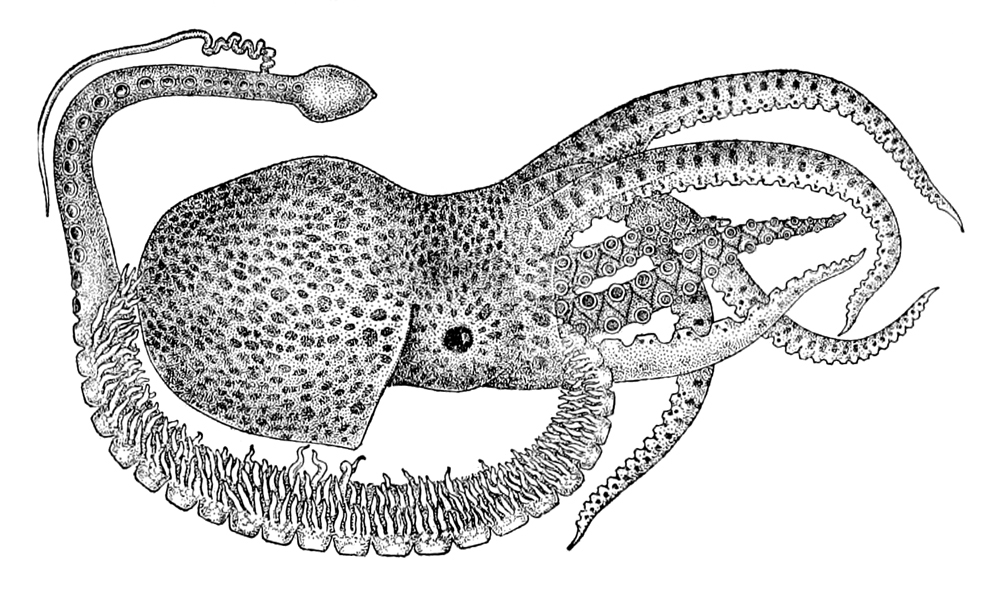
Hectocotilo de un Tremoctopus violaceus.